# Final Match Tennis
Final Match Tennis è un videogioco pubblicato il 1º marzo 1991 da Human Entertainment, software house giapponese famosa per aver dato i natali ad altre serie sportive tra cui Formation Soccer. Tale simulazione tennistica è poco conosciuta dal grande pubblico, ma vanta un controllo e una profondità di gioco assolutamente impareggiabili che lo pongono a pieno diritto nell'olimpo delle migliori produzioni sportive di sempre.

## Modalità di gioco
Al giocatore è concesso di scegliere l'atleta più conforme al proprio stile di gioco, attingendo da un roster comprendente i giocatori in attività nei primi anni novanta. Si potrà emulare Boris Becker o Stefan Edberg praticando un gioco aggressivo basato su Smash, volée e quant'altro, oppure, scambiando da fondo campo con potenti lungo linea e passanti, calarsi nei panni dell'imperturbabile Ivan Lendl. Le superfici dei campi di gioco allestite da Human riflettono plausibilmente quanto visto nella realtà. Quindi, una partita giocata sulla terra è caratterizzata da rimbalzi della pallina più lenti e conseguentemente da scambi serrati e prolungati, diversamente dall'erba dove le maratone da fondo campo sono bandite a favore di frenetici batti e ribatti sotto rete. Nella schermata introduttiva è data la possibilità di scegliere tra Exhibition Mode e World Tour. Nel primo si può affrontare un avversario umano o computerizzato in una partita secca al meglio di 2 oppure dei tre set. L'opzione di gioco alternativa vede il player cimentarsi nell'impresa di vincere il grande slam. In ognuno dei quattro tornei si parte dai quarti di finale fino ad approdare alla finalissima.

## Controllo e livello di difficoltà
Pur basandosi su un pad, quale quello del PC Engine, povero di tasti, sono disponibili diversi colpi classici (smorzate, dritti e rovesci "secchi", piuttosto che tagliati, palle corte, top spin, ecc), semplicemente spingendo avanti oppure indietro la croce direzionale e premendo uno dei 2 tasti maggiormente usati durante le sessioni di gioco (il terzo tasto, Run, consente di eseguire il pallonetto, ma è scomodo da raggiungere visto che è posto nella parte centrale del pad, sensibilmente spostata rispetto ai canonici pulsanti di gioco). Concorre a influenzare la potenza, l'angolazione e la precisione del colpo anche il tempo di pressione del tasto direzionale e la posizione del tennista rispetto alla palla. Questa duttilità dei comandi rappresenta un vero e proprio punto di forza che lo differenzia notevolmente dalle altre simulazioni tennistiche. Altri fattori contribuiscono ad elevarlo dalla massa, aggiungendo uno spessore strategico non indifferente. Sono abolite le traiettorie "teleguidate" sulla linea laterale incrementando non poco le palle finite fuori. Non è più sufficiente toccare comodamente sotto rete per inanellare l'ennesima volée. Buttare l'avversario oltre la linea di fondo campo è certamente un vantaggio, ma può rivelarsi un "boomerang" se l'approccio al colpo non è calibrato con la dovuta sensibilità. L'aspetto che maggiormente delinea l'unicità del tennis secondo Human, è la sensazione di alea e controllo assoluto che trasmette al giocatore, una plusvalenza che sdogana il tennis digitale dalla ripetitività e prevedibilità tipiche dei prodotti concorrenti. Il livello di difficoltà è regolato a livello intermedio: inizialmente, quando il giocatore è inesperto, la CPU non lesina a macinare vittorie su vittorie, ma dopo aver fatto pratica e affinato la propria abilità l'esito delle partite verrà inesorabilmente ribaltato. Se non si dispone di un amico/nemico, la soluzione è a portata di mano grazie a questo Cheat Mode: tenere premuto Select+II, poi premere Freccia Destra 10 volte e Freccia Sinistra 4 volte nello schermo dei titoli. In tal modo si ha accesso a una schermata dove scegliere tra 5 livelli extra di sfida. L'ultimo rappresenta una sfida ardua anche per i giocatori più tecnici e smaliziati.

## Grafica e sonoro
Perfettamente in linea con le produzioni 2D tennistiche, l'area di gioco è ripresa per 2/3 dall'alto. Nonostante la telecamera virtuale gestisca fluidamente gli scambi (spesso caratterizzati da un ritmo frenetico e velocissimo), può verificarsi qualche magagna riguardante l'inquadratura della porzione di campo sottostante. D'altronde, ai livelli di gioco avanzati può essere realmente problematico rispondere alle saette esplose dalla CPU quando l'"avatar" videoludico (in parte nascosto), è prossimo alla linea di fondo campo. Comunque, si tratta di un aspetto che non inficia la giocabilità più di tanto ed è superabile a mano a mano si prende confidenza con i controlli del gioco. Il character design degli atleti non fa certo gridare al miracolo, dato che è improntato al tratto essenziale tanto caro al canovaccio della cosiddetta old-school. Trattasi di figure stilizzate, un po' pacioccose che possono far storcere il naso agli amanti del dettaglio assoluto, ma denotano animazioni fluidissime che riproducono con buona coerenza quanto visto negli incontri reali. Il sonoro non rappresenta certo un fattore prioritario in una partita di tennis. Un buon pretesto per avallare una realizzazione all'insegna del minimalismo. Le uniche performance, se tali possono definirsi, sono riconducibili ai beep occorrenti durante i rimbalzi della pallina, al simil rumore bianco generato dagli spettatori, e a motivetti stridenti presenti durante le fasi di apertura e chiusura degli incontri.

## Giocare con giocatrici
Uno dei difetti maggiori di Final Match Tennis (ammesso che ne esistano) è rappresentato dall'assenza di giocatrici nel menu di selezione. Un particolare che non pregiudica certo la giocabilità, ma compromette in parte quell'esigenza di immedesimazione tanto bramata dagli appassionati dello sport videoludico. Per sopperire a tale lacuna Human ha commercializzato successivamente su CD (quindi per PC Engine provvisto di unità CD-ROM) una compilation di giochi sportivi tra cui spicca una nuova edizione di Final Match Tennis, comprendente un parco giocatori al femminile, ma (ironicamente) orfana degli atleti maschili. A parte questo tutto il resto (filosofia di gioco, sonoro, motore grafico) rimane sostanzialmente invariato.

## Sequel
Negli anni successivi la pubblicazione del suo hit, Human ha tentato di sfruttare la gallina dalle uova d'oro programmando alcuni seguito per console differenti:Super Final Match Tennis per Super Famicom e Hyper Final Match Tennis per PlayStation. I risultati, tuttavia, non sono stati all'altezza del titolo seminale. Forse è per questo che la fama di questo capolavoro si è via via offuscata.